# Коготь миротворца
«Коготь миротворца» (англ. The Claw of the Conciliator) — научно-фэнтезийный роман американского писателя Джина Вулфа, впервые напечатан в 1981 году. Вторая книга в 4-томной серии «Книга нового Солнца». Роман продолжает рассказ о Северьяне, описывая его путешествия на север до города Тракс.

## Сюжет
Северьян продолжает свой путь. Попутчики его меняются, приходят и уходят, и возвращаются, и снова исчезают. А он все идет и идет — через мир умирающего солнца и через души встречающихся ему людей. И Коготь Миротворца, драгоценный и чудесный, освещает ему путь.

## Награды
В 1981 году «Коготь миротворца» был награжден премией «Локус» (как лучший фэнтезийный роман) и премии «Локус» 1982 года, также был среди номинантов премий «Хьюго» и Всемирной премии фэнтези 1982 годов. В 1981 году роман был удостоен премии «Небьюла» за лучший роман года.

## Издание ограниченным тиражом
В 2008 году небольшая частная типография Centipede Press издала небольшое количество экземпляров романа «Коготь миротворца». Как и предыдущая книга, «Тень палача», тираж составил 100 экземпляров, каждый из которых сопровождался автографом Джина Вулфа. Это издание также содержало художественные иллюстрации немецкого художника Александра Преусса. Книги имели суконную обложку. Розничная цена этого ограниченного издания составляла 225 долларов..